# 迦多衍尼子
迦旃延尼子（梵語：Kātyāyani-putra），又譯為迦旃子，迦旃延子，迦多衍尼子，迦多演尼子，迦氎延尼子等，古印度佛教僧侶，相傳證阿羅漢果。他造《發智論》，創立了不同於舍利弗阿毘達磨的新阿毘達磨體系，被譽為是使說一切有部從上座部分立而出的開宗論師，他是很多關鍵佛教理論的最早提出者，對部派佛教發展演變施加過極其深刻的影響。

## 生平
迦旃延尼子的生平記錄不多。吉藏《三論玄義》與玄奘《大唐西域記》中記錄他生於釋迦牟尼滅度後三百年，真諦則說他生於佛滅度後五百年，其母姓迦旃延，因此得名。
他最大的成就，是造了《發智論》。他造論的時間地點不明，《大毘婆沙論》說是在恆河流域某地，《大唐西域記》則記錄他在北印度至那僕氐國造論。真諦認為，迦旃延尼子出身印度東部，後至罽賓造發智論，與玄奘的記錄略同。

## 記載
最早記載見於《大毘婆沙論》，將他的成就比擬於舍利弗和大德法救：
|  | 彼尊者，亦有微妙、甚深、猛利、善巧覺慧，善知諸法自相、共相；通達文義，及前後際，善解三藏；離三界染，成就三明，具六神通，及八解脫，得無礙解，獲妙願智。 曾於過去五百佛所，積修梵行，發弘誓願：我於未來釋迦牟尼佛般涅槃後，造阿毘達磨。 故如是說：一切如來應正等覺弟子眾中，法爾皆有二大論師，任持正法，若在世時，如尊者舍利子，若般涅槃後，如尊者迦多衍尼子。 |

《大智度論》稱讚迦多衍尼子智慧利根。

## 音義
《俱舍论神泰记》一曰：「迦多衍尼子，旧云迦氎延，讹也。」
《俱舍论光记》一曰：「迦多衍尼子者。迦多，名剪剃。衍，名为种。尼，是女声。此人是剪剃种女生，从母姓为名，故名迦多衍尼子，是婆罗门十姓中一姓也。此剪剃种，西方贵族，……若言迦多衍那。迦多衍，如前释。那，是男声，从父为名也。」

## 引用
1. ↑  《三論玄義》：「佛滅度後，迦葉以三藏付三師：以修多羅付阿難，以毘曇付富樓那，以律付優婆離。阿難去世，以修多羅付末田地。末田地付舍那婆斯。舍那婆斯付優婆掘多。優婆掘多付富樓那。富樓那付寐者柯。寐者柯付迦旃延尼子。從迦葉至寐者柯，二百年已來無異部。至三百年初，迦旃延尼子去世，便分成兩部：一上座弟子部，二薩婆多部。」
2. 1 2  《大唐西域記·至那僕底國》：「至那僕氐國。周二千餘里。國大都城周十四五里。稼穡滋茂菓木稀疎。編戶安業國用豐贍。氣序溫暑風俗怯弱。學綜真俗信兼邪正。伽藍十所。天祠八所。……大城東南行五百餘里，至答秣蘇伐那僧伽藍(唐言闍林)。僧徒三百餘人，學說一切有部，眾儀肅穆，德行清高，小乘之學特為博究，賢劫千佛皆於此地集天、人眾，說深妙法。釋迦如來涅槃之後第三百年中，有迦多衍那(舊曰迦旃延，訛也)論師者，於此製《發智論》焉。」
3. ↑  真諦譯《婆藪槃豆法師傳》：「佛滅度後五百年中，有阿羅漢，名迦旃延子。母姓迦旃延，從母為名。」
4. ↑  《大毘婆沙論》卷5：「尊者造此發智論時。住在東方。故引東方。共所現見。五河為喻。」
5. ↑  真諦譯《婆藪槃豆法師傳》：「先於薩婆多部出家。本是天竺人，後往罽賓國。罽賓在天竺之西北。與五百阿羅漢及五百菩薩。共撰集薩婆多部阿毘達磨，製為八伽蘭他，即此間云八乾度。伽蘭他譯為結。亦曰節。」
6. ↑  《大毘婆沙論》：「猶如一切鄔拕南頌。皆是佛說。謂佛世尊於處處方邑。為種種有情隨宜宣說。佛去世後大德法救。展轉得聞隨順纂集。制立品名。謂集無常頌立為無常品。乃至集梵志頌立為梵志品。此（發智論）亦如是。阿毘達磨本是佛說。亦是尊者隨順纂集。又若佛說若弟子說不違法性。世尊皆許苾芻受持。故彼尊者展轉得聞。或願智力觀察纂集。為令正法久住世故制造此論。」
7. ↑  《大智度論》卷2：「佛在世時，法無違錯；佛滅度後，初集法時，亦如佛在。佛後百年，阿輸迦王作般闍於瑟大會，諸大法師論議異故，有別部名字。從是以來，展轉至姓迦旃延婆羅門道人，智慧利根，盡讀三藏內外經書，欲解佛法故，作發智經八乾度，初品是世間第一法。後諸弟子，為後人不能盡解八乾度故，作鞞婆沙。」